# Nobelkomitee für Physik
Das Nobelkomitee für Physik ist das Nobelkomitee für die Vorschläge zur Vergabe des Nobelpreises für Physik. Die Mitglieder werden von der Königlich Schwedischen Akademie der Wissenschaften ernannt. In der Regel besteht es aus schwedischen Physikprofessoren, die Mitglied der Akademie sind.

## Mitglieder
- Mats Larsson (Vorsitzender)
- David Haviland
- Eva Olsson
- Thors Hans Hansson
- Anders Irbäck
- Gunnar Ingelman (Sekretär)

## Sekretär
- Wilhelm Palmær, 1900–1926
- Arne Westgren, 1926–1943
- Arne Ölander, 1943–1965
- Arne Magnéli, 1966–1973
- Bengt Nagel, 1974–1988
- Anders Bárány, 1989–2003
- Lars Bergström, 2004–2015
- Gunnar Ingelman, 2016–

## Ehemalige Mitglieder
- Hugo Hildebrand Hildebrandsson, 1900–1910
- Robert Thalén, 1900–1903
- Klas Bernhard Hasselberg, 1900–1922
- Knut Ångström, 1900–1909
- Svante Arrhenius, 1900–1927
- Gustaf Granqvist, 1904–1922
- Vilhelm Carlheim-Gyllensköld, 1910–1934
- Allvar Gullstrand, 1911–1929
- Carl Wilhelm Oseen, 1923–1944
- Manne Siegbahn, 1923–1961 (Vorsitzender ?–1957)
- Henning Pleijel, 1928–1947
- Erik Hulthén, 1929–1962 (Vorsitzender 1958–1962)
- Axel E. Lindh, 1935–1960
- Ivar Waller, 1945–1972
- Gustaf Ising, 1947–1953
- Oskar Klein, 1954–1965
- Bengt Edlén, 1961–1976
- Erik Rudberg, 1963–1972 (Vorsitzender 1963–1972)
- Kai Siegbahn, 1963–1974 (Vorsitzender 1973–1974)
- Lamek Hulthén, 1966–1979 (Vorsitzender 1975–1979)
- Per-Olov Löwdin, 1972–1984
- A.M. Harun-ar-Rashid, 1972, 1986, 1993
- Stig Lundqvist, 1973–1985 (Vorsitzender 1980–1985)
- Sven Johansson, 1975–1986 (Vorsitzender 1986)
- Gösta Ekspong, 1975–1988 (Vorsitzender 1987–1988)
- Ingvar Lindgren, 1978–1991 (Vorsitzender 1989–1991)
- Carl Nordling, 1985–1997 (Vorsitzender 1992–1995)
- Bengt Nagel, 1986–1997
- Erik Karlsson, 1987–1998 (Vorsitzender 1997–1998)
- Cecilia Jarlskog, 1989–2000 (Vorsitzender 1999–2000)
- Tord Claeson, 1992–2000
- Mats Jonson, 1997–2005
- Sune Svanberg, 1998–2006
- Per Carlson, 1999–2007
- Lennart Stenflo, 2001–2006
- Joseph Nordgren, 2001–2009 (Vorsitzender 2008–2009)
- Ingemar Lundström, 2006–? (Vorsitzender 2010–?)
- Anne L’Huillier, 2007–2015
- Börje Johansson, 2007–?
- Lars Brink, 2008–?
- Björn Jonson, 2009–?
- Per Delsing, um 2015
- Olle Inganäs, um 2015
- Nils Mårtensson, um 2017
- Olga Botner, um 2017